# ایلجیما (مجموعه تلویزیونی ۱۹۹۳)
ایلجیما (کره‌ای: 일지매) یک مجموعه تلویزیونی کره جنوبی سال ۱۹۹۳ بر پایه رمانی با همین نام اثر چوی جونگ جو و با بازی جانگ دونگ گون و یوم جونگ آه است. این مجموعه از ۹ تا ۳۱ اوت ۱۹۹۳، روزهای دوشنبه و سه‌شنبه ساعت ۲۱:۵۰ (کی‌اس‌تی) از ام‌بی‌سی برای ۸ قسمت پخش شد.

## بازیگران
- جانگ دونگ گون در نقش ایلجیما (일지매)[۵]
- یوم جونگ آه در نقش لی هوا (이화)